# 제52회 금마장
제52회 금마장은 2015년 11월 5일에 열린 시상식이다.

## 수상 및 후보

### 장편영화상
- 자객 섭은낭 - 허우 샤오시엔 수상

### 단편영화상
- 보전원지사 - 웨이-하오 청 수상

### 다큐멘터리상
- 다퉁(大同) 개발 프로젝트 - 하오주 수상

### 애니메이션상
- 맥덜: 미 앤 마이 맘 - 브라이언 체 수상

### 감독상
- 자객 섭은낭 - 허우 샤오시엔 수상

### 남우주연상
- 노포아 - 펑샤오강 수상

### 여우주연상
- 백일홍 - 임가흔 수상

### 남우조연상
- 기항지 - 마이클 닝 수상

### 여우조연상
- 다나토스, 드렁크 - 여설봉 수상

### 신인감독상
- 카일리 블루스 - 비간 수상

### 신인배우상
- 다나토스, 드렁크 - 리홍기 수상

### 각본상
- 산하고인 - 지아장커 수상

### 각색상
- 타를로 - 페마 체덴 수상

### 촬영상
- 자객 섭은낭 - 리판빙 수상

### 편집상
- 다나토스, 드렁크 - 장초치 수상

### 미술상
- 화려한 샐러리맨 - 장숙평 수상

### 액션감독상
- 더 마스터 - 서호봉 수상

### 영화음악상
- 다나토스, 드렁크 - 윤-팡 쳉 외 1명 수상

### 주제가상
- 태양의 아이들 - Aka pisawad 수상

### 분장/의상디자인상
- 자객 섭은낭 - 황 원잉 수상

### 시각효과상
- 타이거 마운틴 - 김욱 수상

### 음향효과상
- 자객 섭은낭 - 오서요 외 2명 수상

### 국제비평가협회상
- 카일리 블루스 - 비간 수상

### 관객상
- 산하고인 - 지아장커 수상

### 영화제작자상
- 허우 샤오시엔 수상

### 평생공로상
- 이려화 수상

### 금마장상 후보작
- 마음의 속삭임 - 실비아 창
- 좌이 - 소유붕
- 세탁소 기담 - 리 청
- 매버릭 - 청 원탕
- 세이빙 미스터 우 - 딩성
- 쉬 리멤버, 히 포겟 - 아담 사우핑 웡
- 라이즈 오브 더 레전드: 황비홍 - 주현량
- 울프토템 - 장 자크 아노
- 몬스터 헌트 - 라맨 허
- 소년파비륜 - 상국강
- 나의 소녀시대 - 프랭키 첸
- SPL 2: 운명의 시간 - 정 바오루이
- 일보지요 - 강문
- 열일작심 - 초보평
- 덕란 - 지에 리우
- 몽키킹 : 영웅의 귀환 - 텐 샤오펑
- 32 + 4 - 후준찬
- 하늘의 가장자리에서 - 수 홍지에
- 더 벌스 오브 어스 - 오비약 외1명
- 만생회가 - 황명정
- 노 노 슬립 - 차이밍량
- 효제아동 - 진건창
- 언더 더 선 - 치우 양
- 타임 투 다이 - 왕통
- 양자강풍운 - 이한상

### 메이드 인
- 페이스 타이완: 파워 오브 타이완 시네마 - 샤오 추첸
- 광산마을의 청춘들 - 리용차오
- 앵커리지 프로히비티드 - 치앙 위-량
- 씨 브리즈 - 춘-위 리
- 마트료시카 - 체를린 싱 신 리우

### 마스터 클래스
- 덫 - 브리얀테 멘도사
- 자개 단추 - 패트리시오 구즈먼
- 오후 - 차이밍량
- 디판 - 자크 오디아르
- 포린 바디 - 크지쉬토프 자누쉬
- 인 더 섀도우 오브 우먼 - 필립 가렐
- 리멤버 - 아톰 에고이안
- 택시 - 자파르 파나히

### 비바 오뙤르
- 천일야화 볼륨 3 - 미겔 고미쉬
- 천일야화 볼륨 2 - 미겔 고미쉬
- 천일야화 볼륨 1 - 미겔 고미쉬
- 크로닉 - 미셸 프랑코
- 지금은맞고그때는틀리다 - 홍상수
- 신주쿠 스완 - 소노 시온
- 해안가로의 여행 - 구로사와 기요시
- 미스트리스 아메리카 - 노아 바움백
- 네드 라이플 - 할 하틀리
- 원 플로어 빌로우 - 라두 문틴
- 슈나이더 vs. 박스 - 알렉스 반 바르메르담
- 내 청춘 시절의 세 가지 추억 - 아르노 데스플레샹
- 아버지의 초상 - 스테판 브리제
- 더 클럽 - 파블로 라라인

### 파노라마
- 드레스메이커 - 조셀린 무어하우스
- 폴리나 - 산티아고 미트레
- 런던 시계탑 밑에서 사랑을 찾을 확률 - 벤 팔머
- 어 퍼펙트 데이 - 페르난도 레온 데 아라노아
- 세컨드 마더 - 안나 무이라에르트
- 아이히만 쇼 - 폴 앤드류 윌리엄스
- 위 아 영. 위 아 스트롱. - 부란 쿠바니
- 썸머스 다운스테어스 - 톰 소머라트
- 디 아나키스트 - 엘리 와주망
- 당당하게 - 엠마누엘 베르코
- 아스팔트 - 사무엘 벤체트리트
- 몽 로이 - 마이웬 르 베스코
- 맹글혼 - 데이빗 고든 그린
- 디 엔드 오브 더 투어 - 제임스 폰솔트
- 미 앤 얼 앤 더 다잉 걸 - 알폰소 고메즈-레존

### 새로운 물결
- 600 마일 - 가브리엘 립스테인
- 더 차일드후드 오브 어 리더 - 브래디 코베
- 투 프렌즈 - 루이스 가렐
- 비포 위 고 - 크리스 에반스
- 로스트 리버 - 라이언 고슬링
- 어 브리젠드 스토리 - 제프 론드
- 군집 본능 - 베타 가르델러
- 나히드 - 이다 파나한데흐
- 대지와 그늘 - 세자르 어구스토 에이스베도
- 사울의 아들 - 라즐로 네메스

### 아시아의 창
- 전사 바후발리 - S.S. 라자몰리
- 커피의 맛 - 앙가 드위마스 사송코
- 더 크로우즈 에그 - M. 마니칸단
- 블랑카 - 하세이 코키
- 침입자 - 도도 도야오
- 파이브 투 나인 - 미야자키 다이스케 외3명
- 하트 어택 - 나와폰 탐롱라타라닛
- 성실한 나라의 앨리스 - 안국진
- 치가사키 스토리 - 미사와 타쿠야
- 세 가지 사랑 이야기 - 하시구치 료스케
- 너는 착한 아이 - 오미보
- 인 더 히어로 - 타케 마사하루
- 사무라이 크로니클 - 고이즈미 다카시

### 또 다른 시선
- 뱀의 포옹 - 치로 게라
- 헤븐 노우즈 왓 - 베니 사프디
- 도그 레이디 - 로라 시타렐라 외1명
- 금지된 방 - 가이 매딘 외1명
- 티쿤 - 아비샤이 시반
- 네온 불 - 가브리엘 마스카로
- 더 트레져 - 코르넬리우 포룸보이우
- 지하실에서 - 울리히 사히들

### L.G.B.T
- 아름다운 계절 - 까뜨린느 꼬르시니
- 버터플라이 - 마르코 베르거
- 프롬 어파 - 로렌조 비가스
- 내스티 베이비 - 세바스찬 실바
- 탠저린 - 션 베이커

### 원더랜드
- 돌연변이 - 권오광
- 괴물의 아이 - 호소다 마모루
- 러브 & 피스 - 소노 시온
- 헬리온스 - 브루스 맥도널드
- 맨 앤 치킨 - 앤더스 토머스 옌센
- 마거리트 & 줄리앙 - 발레리 돈젤리
- 이야기들에 대한 이야기 - 마테오 가로네
- 더 서프라이즈 - 마이크 반 디엠

### 뮤직 아포칼립스
- 다프트 펑크 언체인드 - 허브 마틴 델피에르
- 홈 쿠키드 뮤직 - 마이크 마리니억
- 더 리플렉터 테이프스 - 칼릴 조셉
- 에이미 - 아시프 카파디아
- 러브 앤 머시 - 빌 포래드
- 도프 - 릭 파미아
- 로우 다운 - 제프 프레이스

### 라이프 앤 레전드
- 어 플릭커링 트루스 - 피에트라 브렛켈리
- 파스빈더: 욕정 없는 사랑 - 크리스티안 브라드 톰슨
- 리슨 투 미 말론 - 스티밴 라일리
- 하트 오브 어 도그 - 로리 앤더슨
- 지아장커: 펜양에서 온 사나이 - 월터 살레스

### 고전 상영
- 귀여운 여인(영어판) - 허우 샤오시엔
- 고향의 푸른 잔디 - 허우 샤오시엔
- 펑꾸이에서 온 소년 - 허우 샤오시엔
- 사랑은 죽음보다 차갑다 - 라이너 베르너 파스빈더
- 란 - 구로사와 아키라
- 해탄적일천 - 에드워드 양

### 필름메이커 인 포커스
- 영국식 정원 살인 사건 - 피터 그리너웨이
- 동물원 - 피터 그리너웨이
- 차례로 익사시키기 - 피터 그리너웨이
- 요리사, 도둑, 그의 아내 그리고 그녀의 정부 - 피터 그리너웨이
- 프로스페로의 서재 - 피터 그리너웨이
- 베이비 오브 메이콘 - 피터 그리너웨이
- 멕시코의 에이젠슈타인 - 피터 그리너웨이

### 오슨 웰즈: 100년
- 매지션: 디 애스토니싱 라이프 앤 워크 오브 오슨 웰즈 - 척 워크먼
- 제3의 사나이 - 캐럴 리드
- 상하이에서 온 여인 - 오슨 웰즈
- 시민 케인 - 오슨 웰즈

### 트리뷰트
- 벌거벗은 유년 시절 - 모리스 피알라
- 우리는 함께 늙지 않는다 - 모리스 피알라
- 벌어진 입 - 모리스 피알라
- 대학부터 붙어라 - 모리스 피알라
- 룰루 - 모리스 피알라
- 우리의 사랑 - 모리스 피알라
- 폴리스 - 모리스 피알라
- 사탄의 태양 아래서 - 모리스 피알라
- 반 고호 - 모리스 피알라
- 르 가르슈 - 모리스 피알라

### 서프라이즈 필름
- 자객 섭은낭 - 허우 샤오시엔
- 서프레제트 (영화) - 사라 가브론
- 런던 로드 - 루퍼스 노리스
- 프리헬드 - 피터 솔레트
- 비거 스플래쉬 - 루카 구아다그니노